# 한전론
한전론은 조선조 후기실학사상중 경세치용학파 중 이익의 농업을 부흥시키기 위해 내세운 정책중 하나이다. 한전론의 주요 핵심은 최소한의 토지분배와 분배 받은 최소한의 토지 매매금지이다. 조선시대에 전지집적(田地集積)의 폐해를 들어 그 소유의 한도를 정하자던 주장을 말한다.